# Nawa, Syria
Nawa (tiếng Ả Rập: نوى, đã Latinh hoá: Nawā, tiếng Thổ Nhĩ Kỳ: Neva) là một thành phố của Syria thuộc chính quyền Daraa. Nó có độ cao 568 mét (1.864 ft). Nó có dân số 59.170 vào năm 2007, khiến nó trở thành thành phố lớn thứ 28 trên mỗi thực thể địa lý ở Syria.
Vào thời cổ đại, đó là thành phố Neve thuộc tỉnh Arập Petraea của La Mã.

## Lịch sử
Nawa đã được định nghĩa là thành phố mà Gióp cư ngụ và là nơi chôn cất của Shem, con trai của Nô-ê. Trong thời kỳ La Mã và Byzantine, nó có một dân số Do Thái đông đảo. Thành phố được đề cập trong Khảm của Tel Rehov thế kỷ thứ 3, và cũng được nhắc đến bởi George của Síp ("Descriptio orbis romani", ed. Heinrich Gelzer, 54) vào thế kỷ thứ 7. Vô số thành viên kiến trúc bazan có niên đại từ thời Byzantine mang biểu tượng Do Thái, nổi bật nhất là menorah đã được phát hiện ra tôi được sử dụng như những chiếc lá trong Nawa (A. Reifenberg, 'Nghệ thuật Do Thái cổ đại', 1952). Dưới Caliphate Hồi giáo của Rashidun, Umayyads và Abbasids, đó là một phần của Jund Dimashq và thành phố chính của Hauran. Al-Mas'udi đã viết vào năm 943 rằng một nhà thờ Hồi giáo dành riêng cho Công việc nằm cách đó 5 kilômét (3 mi)   từ Nawa. Đến thế kỷ 13, tình trạng của nó đã suy giảm; Yaqut al-Hamawi đã ghi lại vào năm 1225 rằng Nawa là "một thị trấn nhỏ của Hauran", trước đây là thủ đô của khu vực. Năm 1233, Imam Yahya ibn Sharaf al-Nawawi, một học giả Hồi giáo nổi tiếng, được sinh ra tại thành phố.
Năm 1596, Nawa xuất hiện trong sổ đăng ký thuế của Ottoman với tư cách là Nawi và là một phần của nahiya của Jaydur trong Qada of Hauran. Nó có một dân số hoàn toàn Hồi giáo bao gồm 102 hộ gia đình và 43 cử nhân. Thuế đã được trả cho lúa mì, lúa mạch, vụ mùa hè, dê và/hoặc tổ ong.
Vào tháng 7 năm 2018, công dân của Nawa đã bị chính phủ Syria và quân đội Nga bắn phá dữ dội, trong nỗ lực nhằm loại bỏ thành phố khỏi lực lượng chống chính phủ.

## Lịch sử giáo hội
Tòa giám mục Neve (Nawa) là một hậu tố của Bostra, thành phố đô thị của Ả Rập Petraea. Hai giám mục của nó được biết đến:
- Petronius, người đã tham dự Hội đồng Êphêsô năm 431;
- Jobius, người đã có mặt tại Hội đồng Chalcedon năm 451.[2]

Isaac, được Le Quien nhắc đến với tư cách là giám mục thứ ba, khoảng 540 (Oriens christiana, II, 864), là một giám mục không phải của Neve mà là Nineve, và sống vào cuối thế kỷ thứ bảy ("Échos d'Orient", IV, 11).
Giáo phận Neve được chú ý trong giáo hội Notitia của tộc trưởng Antioch vào thế kỷ thứ 6 ("Échos d'Orient", X, 145).